# Jean Vuarnet
Jean Raoul Célina André Vuarnet (ur. 18 stycznia 1933 w Le Bardo, obecnie w Tunezji, zm. 2 stycznia 2017 w Sallanches) – francuski narciarz alpejski, mistrz olimpijski i dwukrotny medalista mistrzostw świata.

## Kariera
Pierwszy sukces w karierze Jean Vuarnet osiągnął w 1958 roku, kiedy zdobył brązowy medal w zjeździe podczas mistrzostw świata w Badgastein. W zawodach tych wyprzedzili go jedynie Austriak Toni Sailer oraz Roger Staub ze Szwajcarii. Na rozgrywanych dwa lata później igrzyskach olimpijskich w Squaw Valley w tej samej konkurencji wywalczył złoty medal. Vuarnet wyprzedził wtedy bezpośrednio Niemca Hansa-Petera Laniga oraz swego rodaka, Guya Périllata. Został tym samym pierwszym w historii alpejczykiem, który zdobył złoto olimpijskie używając nart metalowych (Rossignol Allais 60), a nie drewnianych. Był to zarazem jedyny start olimpijski Francuza. Vuarnet był jednym z pierwszych zawodników stosujących współczesną, aerodynamiczną pozycję zjazdową na nartach.
Po zakończeniu igrzysk w Squaw Valley Vuarnet nawiązał współpracę z producentem okularów Rogerem Pouillouxem, w efekcie powstała marka okularów przeciwsłonecznych Vuarnet. był sześciokrotnym mistrzem Francji: w zjeździe w latach 1958 i 1959, w slalomie w 1958 roku, w gigancie w 1957 roku oraz w kombinacji w latach 1957 i 1958. W latach 1961–1972 pełnił funkcję wiceprezydenta Francuskiej Federacji Narciarskiej.
W 1958 roku ożenił się z francuską alpejką, Edith Bonlieu, siostrą François. Mieli razem trzech synów: Alaina, Pierre’a i Patricka. Edith i Patrick należeli do sekty Zakon Świątyni Słońca, której członkowie popełnili zbiorowe samobójstwa w latach 1994–1995. Zarówno Edith jak i Patrick odebrali sobie życie w grudniu 1995 roku.

## Osiągnięcia

### Igrzyska olimpijskie
| Miejsce | Dzień     | Rok  | Miejscowość  | Konkurencja | Czas biegu | Strata | Zwycięzca |
| ------- | --------- | ---- | ------------ | ----------- | ---------- | ------ | --------- |
| 1.      | 22 lutego | 1960 | Squaw Valley | Zjazd       | 2:06,0     | -      | -         |

### Mistrzostwa świata
| Miejsce | Dzień     | Rok  | Miejscowość  | Konkurencja | Czas biegu | Strata | Zwycięzca    |
| ------- | --------- | ---- | ------------ | ----------- | ---------- | ------ | ------------ |
| 26.     | 2 lutego  | 1958 | Badgastein   | Slalom      | 1:55,1     | +26,7  | Josef Rieder |
| 3.      | 9 lutego  | 1958 | Badgastein   | Zjazd       | 2:28,5     | +3,8   | Toni Sailer  |
| 1.      | 22 lutego | 1960 | Squaw Valley | Zjazd       | 2:06,0     | -      | -            |